# Traduction officielle liturgique de la Bible
Pour les articles homonymes, voir Bible (homonymie).
La Traduction officielle liturgique de la Bible est la traduction officielle actuelle en langue française de la Bible pour la liturgie catholique ; c'est une des traductions de la Bible en français. Elle est parue en 2013.
Sa rédaction a été dirigée par la Commission internationale francophone pour les traductions et la liturgie ; cette Bible a été imprimée par Mame. Elle est le fruit du travail de plus de 70 traducteurs, qui ont mis près de 17 ans à la traduire. C'est cette traduction qui est utilisée dans la liturgie catholique, dans la forme ordinaire du rite romain (à savoir la liturgie romaine révisée après le concile Vatican II).

## Histoire
Le texte de cette édition en langue française a été élaboré par la Commission Épiscopale Francophone pour les Traductions Liturgiques, a été approuvé par les évêques des conférences épiscopales :
- de France le 3 novembre 2012 ;
- de Belgique le 8 novembre 2012 ;
- du Nord de l'Afrique le 22 novembre 2012 ;
- de Suisse le 3 décembre 2012 ;
- du Canada le 3 janvier 2013 ;

ainsi que par l'archevêque de Luxembourg le 12 novembre 2012.
Il a été confirmé par la Congrégation pour le culte divin et la discipline des sacrements le 12 juin 2013.
En 2020 est sortie la version annotée de cette traduction : La Bible : Traduction liturgique avec notes explicatives, dirigée par Henri Delhougne, bénédictin.

## Composition

### Ancien Testament
L'Ancien Testament, est composé du :
| Noms des groupes de livres      | Noms des livres contenus dans les groupes |
| ------------------------------- | --- |
| Pentateuque                     | Genèse, Exode, Lévitique, Nombres, Deutéronome |
| Livres historiques              | Josué, Juges, Ruth, 1er et 2e livre de Samuel, 1er et 2e livre des Rois, 1re et 2e Chroniques, Esdras, Néhémie, Tobie, Judith, Esther, 1er et 2e livre des Martyrs d'Israel ou Maccabées |
| Livres poétiques ou sapientiaux | Job, Psaumes, Proverbes, Qohelèth, Cantiques des Cantiques, Sagesse, Ben Sira ou Ecclésiastique                                                                                          |
| Livres prophétiques             | Isaïe, Jérémie, Lamentations, Baruc, lettre de Jérémie, Ézékiel, Daniel, Osée, Joël, Amos, Abdias, Jonas, Michée, Nahoum, Habacuc, Sophonie, Aggée, Zacharie, Malachie                   |

### Nouveau Testament
| Noms des groupes de livres et noms des cartes | Noms des livres contenus dans les groupes |
| --------------------------------------------- | --- |
| Évangiles                                     | Matthieu, Marc, Luc et Jean |
| Actes des Apôtres                             | Actes des Apôtres, qui relatent les actes que firent les apôtres (ou l'Esprit Saint pour les chrétiens) |
| Épîtres pauliniennes                          | Lettre de saint Paul aux Romains, 1re et 2e lettres aux Corinthiens, aux Galates, aux Éphésiens, aux Philippiens, aux Colossiens, 1re et 2e lettres aux Thessaloniciens, 1re et 2e lettres à Timothée, à Tite, à Philémon, et aux Hébreux |
| Lettres catholiques                           | Lettre de saint Jacques, 1re et 2e lettres de saint Pierre, 1re, 2e et 3e lettres de saint Jean, et de saint Jude |
| Apocalypse                                    | Apocalypse, qui révèle par une vision, la fin du monde à Jean |
| Cartes                                        | - Le temple selon la vision d'Ézékiel - Israël et Juda à l'époque des deux royaumes - Plan de Jérusalem - La Palestine sous les Hérodes - Les voyages de Saint Paul                                                                       |